# Albert Bruce Jackson
Albert Bruce Jackson (Newbury, 14 febbraio 1876 – Kew, 14 gennaio 1947) è stato un botanico e dendrologo britannico.

## Biografia
Jackson lavorò inizialmente come giornalista del Newbury Express e successivamente a Leicester.
Quindi lavorò come assistente presso i Royal Botanic Gardens, Kew dal febbraio 1907 al 1910. Successivamente, tra il 1910 e il 1932, ottenne un posto da assistente tecnico all'Imperial Institute.
Infine, lavorò presso il Dipartimento di Botanica del British Museum, dove lavorò dal 1932 fino alla sua morte, sopraggiunta nel 1947.
Jackson era sposato e aveva tre figli.
Alla sua morte la sua collezione di piante floreali e felci fu donata al British Museum, mentre la collezione di briofite fu donata al South London Botanical Institute.
Fra i suoi interessi principali vi furono gli alberi, in particolare le Coniferae.

## Opere principali
- Catalogue of Hardy Trees and Shurbs Growing in the Grounds of Syon House, 1910
- A Handbook of Coniferae, con William Dallimore, 1923
- Identification of Conifers, 1946